# Tenuipalpus angolensis
Tenuipalpus angolensis är en spindeldjursart som beskrevs av Meyer 1979. Tenuipalpus angolensis ingår i släktet Tenuipalpus och familjen Tenuipalpidae. Inga underarter finns listade i Catalogue of Life.